# علال بلقاید
علال بلقاید (انگلیسی: Allal Bel Caid؛ زادهٔ ۲۵ دسامبر ۱۹۳۹) بازیکن بسکتبال اهل مراکش بود. وی عضو تیم ملی بسکتبال مراکش در بازی‌های المپیک تابستانی ۱۹۶۸ بوده‌است.